# Schloss Harmating

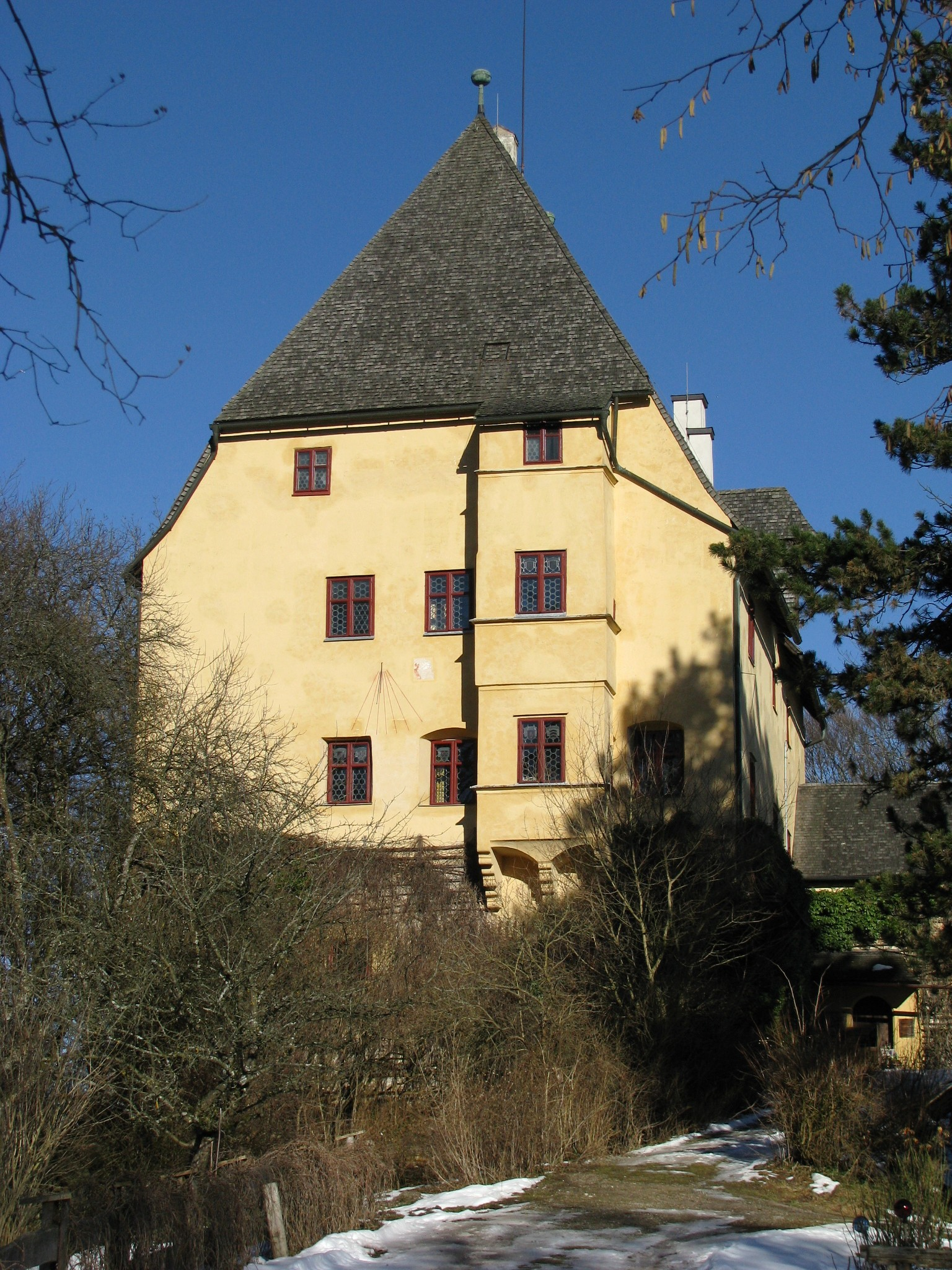
Schloss Harmating

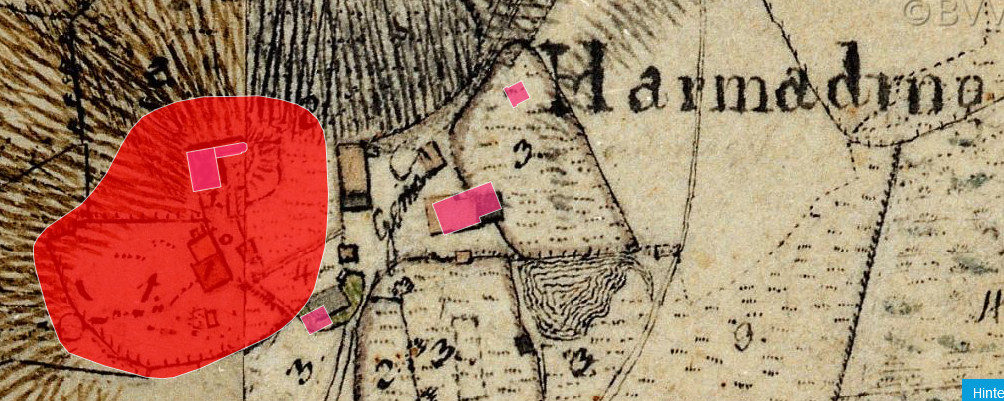
Lageplan von Schloss Harmating auf dem Urkataster von Bayern

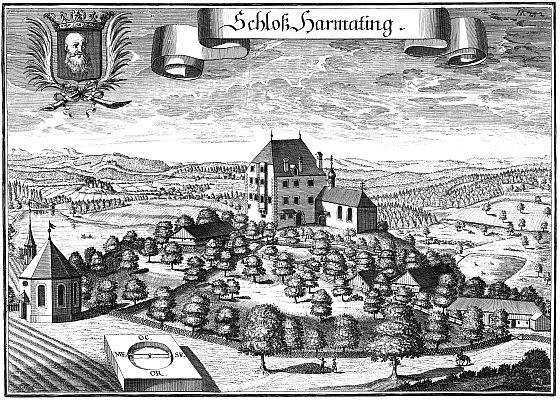
Schloss Harmating um 1700

Schloss Harmating liegt im gleichnamigen Weiler in der oberbayerischen Gemeinde Egling auf einem Moränenhügel am Rande des an dieser Stelle etwas nach Nordosten aufgeweiteten Isartals. Die ältesten Teile des Schlosses stammen vermutlich aus dem 13. Jahrhundert, sein heutiges Erscheinungsbild im Stil der Renaissance erhielt es im 16. Jahrhundert. Als Baudenkmal ist es von besonderer Bedeutung, da es innen wie außen im Wesentlichen noch im Originalzustand erhalten ist. Die Anlage ist unter der Aktennummer D-1-73-120-48 als Baudenkmal verzeichnet. „Untertägige mittelalterliche und frühneuzeitliche Befunde im Bereich von Schloss Harmating mit Schlosskapelle und abgegangenem Wirtschaftshof“ werden zudem als Bodendenkmal unter der Aktennummer D-1-8135-0075 geführt.

## Geschichte
Der mittelalterliche Edelsitz wurde wohl im 13. Jahrhundert von den Herren von Harmating, welche erstmals um 1140 genannt wurden, als Turmburg erbaut. Um 1300 zählte er zum Besitz der Grafen von Hohenwaldeck. Weitere Eigentümer waren die Herren von Egling, die Herren von Ross sowie die tirolische Familie der Tänzl von Tratzberg. Spätestens 1531 gelangte Harmating in das Eigentum der Münchner Patrizierfamilie Barth, deren Mitgliedern Kaiser Rudolph II. im Jahr 1596 die Edelmannsfreiheit zusammen mit der Niederen Gerichtsbarkeit verlieh. 1681 wurden sie in den Freiherrenstand erhoben. Aus der Familie Barth, die ihren Namen mit dem des Schlosses ergänzte, stammte unter anderem der Münchener Bürgermeister und Landschaftskanzler Ferdinand Barth, der das Schloss von 1689 bis 1705 besaß. Der als Alpinist und Forschungsreisender bekannt gewordene Hermann von Barth (1845–1876), welcher herausragende Beiträge zur Erforschung von Allgäuer Alpen, Wettersteingebirge und Karwendel lieferte, verbrachte seine Kindheit auf Schloss Harmating.
Im Jahr 1941 gelangte die Familie von Schirnding durch Erbfolge in den Besitz des Schlosses. Heute bewohnt es der Schriftsteller Albert von Schirnding mit seiner Familie. 
Die letzte umfassende Sanierung des Schlosses erfolgte im Jahr 2002.

## Architektur und Ausstattung
Schloss Harmating ist ein dreigeschossiger Rechteckbau mit markantem, steilem Schopfwalmdach und einer an der Ostfassade angebauten Kapelle. Den Erker an der Südseite und die Ausgestaltung der Räume erhielt es im 16. Jahrhundert. Türen, Möbel und Öfen aus der Renaissance sind erhalten. Die kunstgeschichtlich bedeutendsten Räume befinden sich im ersten Obergeschoss. Dort liegt ein geräumiges Zimmer im Südosten des Gebäudes mit Felderdecke des frühen 19. Jahrhunderts, die mit Medaillons verziert ist, auf denen die Namen aller Barth von 1324 bis 1758 angebracht sind. In einem Raum mit dem Namen Eurasburger Zimmer hängen zahlreiche Familienporträts. Einen Bezug zum nicht weit entfernten Eurasburg hatte die Familie Barth spätestens ab etwa 1700, als sie in den Besitz des dortigen Schlosses kam. Im Kanzlerzimmer, nach dem Amt des Ferdinand Barth benannt, befinden sich wertvolle Deckenmalereien, welche möglicherweise von Melchior Steidl stammen. Im Erker finden sich Fresken unter anderem mit Wappen der Familien Barth und Ligsalz.
Zahlreiche Trophäen im Gebäude zeugen davon, dass es einst als Jagdschloss genutzt wurde. Zum Inventar zählen auch über 15.000 Bücher aus dem Besitz der Familie von Schirnding.
Eine spätgotische Kapelle wurde 1630 durch die dem Hl. Kreuz geweihte Schlosskapelle ersetzt. Der einschiffige Bau mit dreijochigem Kreuzgratgewölbe wurde gegen 1708 erneuert und dabei etwas verändert.
Das Schloss ist der Öffentlichkeit nicht zugänglich und kann nicht besichtigt werden.